# José Greci
Giuseppina Greci, más conocida como José Greci (Ferrara, 10 de enero de 1941-Roma, 1 de junio de 2017), fue una actriz de teatro, cine y televisión italiana.

## Biografía
Hija del periodista y escritor de televisión Luigi Greci, en 1956 se matriculó en la Academia Nacional de Arte Dramático Silvio D'Amico. Comenzó su carrera profesional en 1959, interpretando a la Virgen María en la película Ben-Hur de William Wyler. Una estrella en los géneros del péplum y del eurospy, abandonó gradualmente su carrera durante los años 1970.